# Testament Jana Pawła II
Testament Jana Pawła II – dokument napisany przez papieża Jana Pawła II i opieczętowany papieską pieczęcią, który określa życzenia spisującego odnośnie do pośmiertnego spełnienia jego ostatniej woli.

## Historia dokumentu, jego budowa i rewizje
Testament ten wzorowany był na testamencie papieża Pawła VI. Poszczególne wpisy powstawały w czasie papieskich rekolekcji. W sumie należy uznać, że takich wpisów czytelnie odnoszących się do testamentu było 7. Niektóre z wpisów są jednozdaniowe (1 III 1985; 5 III 1990, 13 III 1992), dokument jest napisany po polsku.
Pierwszy wpis w testamencie datowany 6 marca 1979 roku jest krótki (zawiera tylko 242 słowa) i nosi wszelkie cechy pospiesznej redakcji. W trzeciej z kolei rewizji pierwotnego zapisu testamentalnego z okresu 24 lutego – 1 marca 1980 roku, jego autor umieszcza komentarz: /.../ odnowiłem w sobie świadomość spraw, do których sporządzony przeze mnie (w sposób raczej prowizoryczny) ów zapis z 6 III 1979 się odnosi. Być może decyzja o szybkim sporządzeniu testamentu była spowodowana zaskakująco krótkim, bo zaledwie 33-dniowym pontyfikatem jego poprzednika – Jana Pawła I. Potwierdzają to sygnalizowane w trzeciej rewizji testamentu odczucia: Dzisiaj pragnę dodać do niego tylko tyle, że z możliwością śmierci każdy zawsze musi się liczyć. /.../ Czasy w których żyjemy, są niewymownie trudne i niespokojne. W czwartej rewizji swego testamentu z dnia 5 III 1982 roku, a więc w rok po zamachu na placu św. Piotra, Jan Paweł II dodaje, że choć nadal uważa testament za prowizoryczny, to niczego w nim nie zmienia i niczego nie dodaje, gdy chodzi o dyspozycje w nim zawarte. Dopisuje też co następuje: Zamach na moje życie z 13 V 1981 w pewien sposób potwierdził słuszność słów zapisanych w czasie rekolekcji z 1980 r. (24 II-1 III).
Pierwsza redakcja testamentu zaczyna się inwokacją do Imienia Trójcy Przenajświętszej, po której w obszernej preambule autor testamentu określa zarówno transcendentnego depozytariusza jego ostatniej woli (oddaję w ręce Matki mojego Mistrza), jak i najbliższe jego sercu podmioty, przedmioty i sprawy, które chce powierzyć Depozytariuszowi (W tych samych rękach matczynych zostawiam wszystko i Wszystkich, z którymi związało mnie moje życie i moje powołanie). W trzecim akapicie tekstu, Jan Paweł II jednym zdaniem czyni odniesienie do tego, co materialnego potomni mogliby mu ewentualnie przypisywać jako jego własność: Nie pozostawiam po sobie własności, którą należałoby zadysponować. W następnym zdaniu określa siebie, po prostu, jako użytkownika pewnej grupy przedmiotów osobistych, do których nie żywi żadnego przywiązania: Rzeczy codziennego użytku, którymi się posługiwałem, proszę rozdać wedle uznania. Notatki osobiste spalić. Proszę, aby nad tymi sprawami czuwał ks. Stanisław, któremu dziękuję za tyloletnią wyrozumiałą współpracę i pomoc.
Polecenie dotyczące jego pochówku w ziemi, bez sarkofagu, zostało odnotowane na marginesie pierwotnego dokumentu z datą 13 marca 1992 roku.

## Depozytariusze testamentu
- Matka Jezusowa
- Kolegium Kardynalskie
- Rodacy
- Metropolita Krakowski
- Rada Główna Episkopatu Polski
- Ks. Stanisław Dziwisz

Zachowany w oryginale testamentu zapis „Rodacy” jeszcze za życia Jana Pawła II zaczął budzić liczne wątpliwości, co skłoniło autora testamentu do wprowadzenia wyjaśnień w czasie rekolekcji 5 marca 1982 oraz 1 marca 1985 roku, zamykającym wszelkie wątpliwości sformułowaniem: Kolegium Kardynalskie nie ma żadnego obowiązku pytać w tej sprawie „Rodaków”, może jednak to uczynić, jeśli z jakichś powodów uzna za stosowne.
Testament odczytali przed kolegium kardynałów po śmierci Jana Pawła II kamerling Eduardo Martínez Somalo i kardynał Joseph Ratzinger, późniejszy papież. Został opublikowany po polsku i po włosku 7 kwietnia 2005 roku. W pierwotnym tłumaczeniu włoskim zabrakło delegacji miejsca pochówku papieża przekazanej rodakom. Nie wiadomo, czy było to niedopatrzenie ze strony tłumacza, czy celowe pominięcie.

## Wykonanie zapisu pogrzebowego testamentu
Polecenie odnośnie do pochówku zostało wypełnione bezpośrednio po pogrzebie – papież spoczął w podziemiach bazyliki św. Piotra w Watykanie w ziemi, bez sarkofagu. 3 maja 2011 roku, po uroczystościach beatyfikacyjnych trumna z ciałem świętego Jana Pawła II została przeniesiona do kaplicy św. Sebastiana w bazylice św. Piotra i umieszczona pod marmurowym ołtarzem kaplicy.